# Médonville
Médonville és un municipi francès, situat al departament dels Vosges i a la regió del Gran Est. L'any 2007 tenia 74 habitants.

## Demografia

### Població
El 2007 la població de fet de Médonville era de 74 persones. Hi havia 42 famílies, de les quals 19 eren unipersonals (8 homes vivint sols i 11 dones vivint soles), 15 parelles sense fills i 8 parelles amb fills.
La població ha evolucionat segons el següent gràfic:
Habitants censats

### Habitatges
El 2007 hi havia 54 habitatges, 41 eren l'habitatge principal de la família, 6 eren segones residències i 7 estaven desocupats. Tots els 54 habitatges eren cases. Dels 41 habitatges principals, 37 estaven ocupats pels seus propietaris i 4 estaven cedits a títol gratuït; 1 tenia una cambra, 5 en tenien dues, 5 en tenien tres, 18 en tenien quatre i 12 en tenien cinc o més. 38 habitatges disposaven pel capbaix d'una plaça de pàrquing. A 21 habitatges hi havia un automòbil i a 12 n'hi havia dos o més.

### Piràmide de població
La piràmide de població per edats i sexe el 2009 era:
| Homes | Edats   | Dones |
| ----- | ------- | ----- |
| 0     | 95 o +  | 0     |
| 0     | 90 a 94 | 0     |
| 0     | 85 a 89 | 0     |
| 4     | 80 a 84 | 0     |
| 4     | 75 a 79 | 4     |
| 4     | 70 a 74 | 0     |
| 4     | 65 a 69 | 4     |
| 0     | 60 a 64 | 4     |
| 4     | 55 a 59 | 0     |
| 4     | 50 a 54 | 4     |
| 0     | 45 a 49 | 4     |
| 4     | 40 a 44 | 4     |
| 0     | 35 a 39 | 0     |
| 4     | 30 a 34 | 0     |
| 0     | 25 a 29 | 4     |
| 0     | 20 a 24 | 4     |
| 0     | 15 a 19 | 4     |
| 0     | 10 a 14 | 0     |
| 0     | 5 a 9   | 0     |
| 4     | 0 a 4   | 4     |

## Economia
El 2007 la població en edat de treballar era de 39 persones, 26 eren actives i 13 eren inactives. De les 26 persones actives 25 estaven ocupades (15 homes i 10 dones) i 2 estaven aturades (1 home i 1 dona). De les 13 persones inactives 10 estaven jubilades, 1 estava estudiant i 2 estaven classificades com a «altres inactius».
Activitats econòmiques
Dels 3 establiments que hi havia el 2007, 1 era d'una empresa de fabricació d'altres productes industrials, 1 d'una empresa de construcció i 1 d'una empresa classificada com a «altres activitats de serveis».
Dels 2 establiments de servei als particulars que hi havia el 2009, 1 era una funerària i 1 electricista.
L'any 2000 a Médonville hi havia 3 explotacions agrícoles.

## Poblacions més properes
El següent diagrama mostra les poblacions més properes.